# Hylaeamys yunganus
Hylaeamys yunganus är en däggdjursart som beskrevs av Thomas 1902. Hylaeamys yunganus ingår i släktet Hylaeamys och familjen hamsterartade gnagare. Inga underarter finns listade i Catalogue of Life.
Arten är med en kroppslängd av 115 (huvud och bål) till 149 mm och en svanslängd av 107 till 128 mm en medelstor gnagare. Pälsen på ovansidan är mjuk och längre än hos Hylaeamys megacephalus som förekommer i samma region. Färgen på ovansidan är mörkbrun med röda nyanser eller svartbrun och undersidan är täckt av grå päls. På toppen av fram- och baktassar är pälsen vitaktig och klorna är delvis täckta av hårtofsar. Djurets morrhår når fram till öronen när de böjs bakåt. Beroende på population har den diploida kromosomuppsättningen 52 till 60 kromosomer.
Denna gnagare förekommer i norra Sydamerika från centrala Colombia, södra Venezuela och regionen Guyana till centrala Brasilien och centrala Bolivia. Arten når i Anderna 2000 meter över havet. Den lever i ursprungliga skogar och i kulturlandskap. Fortplantningen kan ske hela året och per kull föds oftast två ungar och ibland upp till fyra ungar.
För beståndet är inga hot kända. Hela populationen antas vara stabil. IUCN listar arten som livskraftig (LC).